# Variété algébrique
Pour les articles homonymes, voir Variété et Algébrique.
Ne pas confondre avec la notion de Variété au sens de l’algèbre universelle.
Une variété algébrique est, de manière informelle, l'ensemble des racines communes d'un nombre fini de polynômes en plusieurs indéterminées. C'est l'objet d'étude de la géométrie algébrique. Les schémas sont des généralisations des variétés algébriques.
Il y a deux points de vue (essentiellement équivalents) sur les variétés algébriques : elles peuvent être définies comme des schémas de type fini sur un corps (langage de Grothendieck), ou bien comme la restriction d'un tel schéma au sous-ensemble des points fermés. On utilise ici le deuxième point de vue, plus classique.

## Définition
Une variété algébrique est, grossièrement, une réunion finie de variétés affines. Elle peut être vue comme un espace topologique muni de cartes locales qui sont des variétés affines, et dont les applications de transition sont des applications polynomiales.
L'espace topologique sous-jacent d'une variété algébrique est localement un ensemble algébrique affine lorsque le corps de base est algébriquement clos.

### Variétés algébriques
On fixe un corps k. Un espace localement annelé {\displaystyle (X,O_{X})} en k-algèbres est constitué d'un espace topologique X et d'un faisceau de k-algèbres {\displaystyle O_{X}} sur X tel que les germes {\displaystyle O_{X,x}} aux points x de X sont des anneaux locaux.
Une variété algébrique sur k est un espace localement annelé {\displaystyle (X,O_{X})} en k-algèbres qui admet un recouvrement fini par des ouverts affines {\displaystyle X_{i}} (c'est-à-dire que l'espace {\displaystyle (X_{i},O_{X}|_{X_{i}})} est une variété affine). Bien que la structure d'une variété algébrique {\displaystyle (X,O_{X})} dépende du faisceau structural {\displaystyle O_{X}}, notamment pour les variétés non réduites,
on note généralement une variété algébrique simplement par X sans {\displaystyle O_{X}}.
Si U est une partie ouverte de X, les éléments de l'anneau {\displaystyle O_{X}(U)} s'appellent les fonctions régulières sur U. Dans des situations favorables, les fonctions régulières s'identifient à des applications de U dans k.
Exemples
- Les variétés affines sont par définition des variétés algébriques.
- Les variétés projectives sont des variétés algébriques. Une variété projective est affine si et seulement si elle est de dimension 0, c'est-à-dire consiste en un nombre fini de points.
- Soit X le plan affine {\displaystyle \mathrm {Spm} \,k[T,S]}, soit {\displaystyle x_{0}=(0,0)} le point de X correspondant à l'idéal maximal de {\displaystyle k[T,S]} engendré par {\displaystyle T,S}. Alors le complémentaire U de {\displaystyle x_{0}} est une partie ouverte. Une fonction régulière f sur U doit être régulière sur la partie ouverte {\displaystyle D(T)\subset U}, donc f est une fraction rationnelle de dénominateur une puissance de {\displaystyle T}. Par symétrie, elle a aussi pour dénominateur une puissance de {\displaystyle S}. On conclut que {\displaystyle f\in k[T,S]}. On montre que U n'est ni une variété affine, ni une variété projective. Elle est cependant quasi-affine, c'est-à-dire ouvert d'une variété affine.

### Fonctions régulières vues comme des fonctions
Soit X une variété algébrique sur un corps algébriquement clos k. On fixe un ouvert U et une fonction régulière {\displaystyle f\in O_{X}(U)}. On veut identifier f à une application de U dans k.
Pour tout {\displaystyle x\in X}, le corps résiduel {\displaystyle k(x)} en x est égal à k. En effet, si l'on prend un voisinage ouvert affine {\displaystyle {\mathrm {Spm} }A} de x. Alors x correspond à un idéal maximal {\displaystyle M\subseteq A}. Par le théorème des zéros de Hilbert, on a {\displaystyle A/M=k}. Par ailleurs, le corps résiduel de {\displaystyle (X,O_{X})} est précisément {\displaystyle A/M}. On note {\displaystyle f(x)} l'image canonique de f dans k par {\displaystyle O_{X}(U)\to O_{X,x}\to k(x)=k}. Donc on obtient une application {\displaystyle U\to k} qui à x associe {\displaystyle f(x)}.
On suppose de plus que X est une variété réduite, c'est-à-dire que {\displaystyle O_{X}(U)} est un anneau réduit pour tout ouvert U (cela revient à dire que X est une rénion finie d'ouverts affines {\displaystyle {\mathrm {Spm} }A_{i}}, avec les {\displaystyle A_{i}} réduits). Alors à l'aide du théorème des zéros de Hilbert, on montre sans peine que l'application {\displaystyle x\mapsto f(x)} est identiquement nulle si et seulement si {\displaystyle f\in O_{X}(U)} est nul. Ainsi l'anneau des fonctions régulières sur U s'identifie à un sous-anneau de l'ensemble des fonctions {\displaystyle U\to k}. Lorsque U est un ensemble algébrique affine {\displaystyle Z(P_{1},\dots ,P_{r})} dans {\displaystyle k^{n}}, une fonction régulière est alors simplement la restriction à U d'une application polynomiale {\displaystyle k^{n}\to k}.

### Morphismes
Un morphisme de variétés algébriques {\displaystyle f:X\to Y} sur k est un morphisme d'espaces localement annelés sur k. Il est donc constitué d'une application continue {\displaystyle f:X\to Y} et d'un morphisme de faisceaux de k-algèbres {\displaystyle f^{\#}:O_{Y}\to f_{*}(O_{X})}.
On peut expliciter le morphisme {\displaystyle f^{\#}} comme suit. Si {\displaystyle V} est un ouvert de {\displaystyle Y} et {\displaystyle U=f^{-1}(V)}, alors {\displaystyle f^{\#}(V):O_{Y}(V)\to O_{X}(U)} est un morphisme de k-algèbres, avec en plus une compatibilité avec les structures des anneaux locaux. Quand on peut identifier les fonctions régulières {\displaystyle g\in O_{Y}(V)} comme des fonctions sur {\displaystyle V}, alors {\displaystyle f^{\#}(V)} envoie une fonction régulière {\displaystyle g:V\to k} vers la fonction {\displaystyle g\circ f:U\to k}.
En général on omet {\displaystyle f^{\#}} dans la notation du morphisme {\displaystyle (f,f^{\#})}.
Étant donnés deux morphismes de variétés algébriques {\displaystyle f:X\to Y}, {\displaystyle g:Y\to Z} sur le même corps, on peut les composer et obtenir un morphisme {\displaystyle g\circ f:X\to Z}.
Le morphisme identité sur X est constitué de l'application identité {\displaystyle X\to X}, et du morphisme identité sur {\displaystyle O_{X}\to O_{X}}.
Un isomorphisme est un morphisme {\displaystyle f:X\to Y} qui admet un inverse. Cela revient à dire que l'application f est un homémorphisme et que {\displaystyle f^{\#}:O_{Y}\to f_{*}(O_{X})} est un isomorphisme. Deux variétés algébriques sont dites isomorphes s'il existe entre eux un isomorphisme de variétés algébriques.
La classe des variétés algébriques sur k forment une catégorie.
- Morphismes vers une variété algébrique affine
Soit {\displaystyle Y} une variété algébrique affine associée à une k-algèbre A. Pour tout morphisme de variétés algébriques {\displaystyle f:X\to Y}, le morphisme de faisceaux {\displaystyle O_{Y}\to f_{*}O_{X}} fournit, en prenant les sections sur {\displaystyle Y}, un morphisme de k-algèbres {\displaystyle A\to O(X)}.
- Proposition L'application Mor{\displaystyle _{k}(X,{\mathrm {Spm} }(A))\to }Hom{\displaystyle _{k-alg}(A,O(X))} est bijective et fonctorielle en X et en A.
Restreinte aux variétés affines X, cette proposition dit que la catégorie des variétés algébriques affines sur k est équivalente à la catégorie (opposée) des algèbres de type fini sur k.

## Immersions et sous-variétés
Une sous-variété ouverte d'une variété algébrique X est une partie ouverte U de X munie du faisceau de k-algèbres {\displaystyle O_{X}|_{U}}. Une sous-variété ouverte d'une variété algébrique est une variété algébrique. Une partie ouverte de X est toujours implicitement munie de cette structure de sous-variété ouverte.
On dit qu'un morphisme de variétés algébriques {\displaystyle f:X\to Y} est une immersion ouverte si f est une immersion ouverte
topologique et s'il induit un isomorphisme de variétés algébriques entre X et la sous-variété ouverte {\displaystyle f(X)} de {\displaystyle Y}.
Toute variété affine est une sous-variété ouverte d'une variété projective.
On dit qu'un morphisme de variétés algébriques {\displaystyle f:X\to Y} est une immersion fermée si f est une immersion fermée topologique et si le morphisme de faisceaux {\displaystyle O_{Y}\to f_{*}O_{X}} est surjectif.
Une sous-variété fermée de X est une partie fermée Z de X munie d'une structure de variété algébrique de sorte que l'inclusion canonique {\displaystyle Z\to X} soit l'application sous-jacentes à une immersion fermée de variétés algébriques {\displaystyle Z\to X}.
Toute partie fermée de X peut être munie d'une structure de sous-variété fermée (unique si on exige la sous-variété à être réduite).
On montre que toute sous-variété fermée d'une variété algébrique affine est affine, et que toute sous-variété fermée d'une variété projective est projective.
Une immersion de variétés algébriques est une composition (dans n'importe quel sens) d'une immersion ouverte et d'une immersion fermée. Une sous-variété est une sous-variété ouverte d'une sous-variété fermée (et aussi sous-variété fermée d'une sous-variété ouverte).
Une variété quasi-affine est une sous-variété d'une variété affine. Une variété quasi-projective est une sous-variété d'une variété projective. Ainsi quasi-affine implique quasi-projective.

## Points rationnels
Le théorème des zéros de Hilbert décrit une bijection entre les points de l'espace affine {\displaystyle \mathrm {Spm} k[T_{1},\ldots ,T_{n}]} et {\displaystyle k^{n}} lorsque k est algébriquement clos. Sur un corps quelconque (surtout pour des raisons arithmétiques), il y a lieu d'étudier les points qui restent dans cette correspondance, ce sont les points rationnels.
Soit X une variété algébrique sur un corps k. Un point x de X est appelé un point rationnel (sur k) si le corps résiduel {\displaystyle O_{X,x}/m_{x}} en x, qui contient toujours k, est égal à k. L'ensemble des points rationnels de X est noté {\displaystyle X(k)}. Un point d'une sous-variété est rationnel si et seulement s'il est rationnel vu comme point dans la variété ambiante.
Si {\displaystyle f:X\to Y} est un morphisme, alors f envoie les points rationnels de X en des points rationnels de {\displaystyle Y}. Mais en général, au-dessus d'un point rationnel de {\displaystyle Y}, il n'existe pas nécessairement de point rationnel de X (considérer {\displaystyle Y=\mathrm {Spm} k} et {\displaystyle X=\mathrm {Spm} K}, où K est une extension finie non triviale de k).
Un point d'une variété algébrique affine associée à {\displaystyle A=k[T_{1},\ldots ,T_{n}]/I} est rationnel si et seulement si l'idéal maximal de A correspondant est engendré par les classes de {\displaystyle T_{1}-a_{1},\ldots ,T_{n}-a_{n}} pour un point {\displaystyle (a_{1},\ldots ,a_{n})} de {\displaystyle k^{n}}
(qui sera nécessairement un zéro commun des éléments de {\displaystyle I}). En particulier, les points rationnels de l'espace affine {\displaystyle \mathrm {Spm} k[T_{1},\ldots ,T_{n}]} correspondent bijectivement à {\displaystyle k^{n}}. Cela relie les solutions d'un système d'équations polynomiales à l'ensemble des points rationnels d'une variété algébrique affine.
Si {\displaystyle (a_{0}:a_{1}:\ldots :a_{n})} est un point de l'espace projectif ordinaire {\displaystyle k^{n+1}\setminus \{0\}/k^{*}}, l'idéal homogène de {\displaystyle k[T_{0},\ldots ,T_{n}]} engendré par les {\displaystyle a_{i}T_{j}-a_{j}T_{i}}, {\displaystyle 0\leq i,j\leq n}, est un idéal premier homogène appartenant à Proj {\displaystyle k[T_{0},\ldots ,T_{n}]}. On montre que cette association établit une bijection entre {\displaystyle k^{n+1}\setminus \{0\}/k^{*}} et l'ensemble des points rationnels de l'espace projectif {\displaystyle P^{n}}. On obtient alors une correspondance biunivoque entre les solutions homogènes d'un système d'équations polynomiales homogènes avec l'ensemble des points rationnels d'un variété projective.
Soit {\displaystyle f:X\to A^{n}} un morphisme de X vers l'espace affine {\displaystyle A^{n}=\mathrm {Spm} k[T_{1},\ldots ,T_{n}]}. On a vu ci-dessus qu'il lui correspond un homomorphisme de k-algèbres {\displaystyle k[T_{1},\ldots ,T_{n}]\to O(X)}. Notons {\displaystyle f_{i}} l'image de {\displaystyle T_{i}}. Pour tout point rationnel x de X, notons {\displaystyle f_{i}(x)} l'image de {\displaystyle f_{i}\in O(X)}dans le corps résiduel {\displaystyle k(x)=k}. Alors :
- Proposition. Pour tout point rationnel x de X, l'image {\displaystyle f(x)} est le point rationnel de {\displaystyle A^{n}} qui s'identifie à {\displaystyle (f_{1}(x),\ldots ,f_{n}(x))} dans {\displaystyle k^{n}}.

### Corps particuliers
En géométrie algébrique réelle, on étudie les points réels {\displaystyle X({\mathbb {R} })} d'une variété algébrique définie sur {\displaystyle \mathbb {R} }.
En géométrie algébrique complexe, on étudie surtout les points complexes {\displaystyle X({\mathbb {C} })} d'une variété algébrique définie sur {\displaystyle \mathbb {C} }.
En géométrie arithmétique, le centre d'intérêt porte sur les points rationnels {\displaystyle X(K)} d'une variété algébrique définie sur un corps de nombres ou un corps fini K.

## Points à valeurs dans une extension
Soit X une variété algébrique sur un corps k. On fixe une clôture algébrique {\displaystyle {\bar {k}}} de k. D'une certaine manière, les points de X peuvent être vus comme des (classes de conjugaison sous l'action du groupe de Galois absolu {\displaystyle \Gamma _{k}} de
k) points de X à coordonnées dans {\displaystyle {\bar {k}}}.
En effet, localement X est une variété affine égale à {\displaystyle \mathrm {Spm} (k[T_{1},\ldots ,T_{n}]/I)}. L'ensemble algébrique
possède une application canonique {\displaystyle X({\bar {k}})\to X} qui à {\displaystyle (a_{1},\ldots ,a_{n})} associe l'idéal maximal
Cette application est surjective, de sorte que tout point de X peut être vu comme un point (non unique) de {\displaystyle X({\bar {k}})}.
Le groupe de Galois {\displaystyle \Gamma _{k}} opère sur {\displaystyle X({\bar {k}})\subseteq {\bar {k}}^{n}} composante par composante, et les points de X s'identifient alors aux orbites de cette action.
Si K est une sous-extension de {\displaystyle {\bar {k}}},
un point {\displaystyle (a_{1},\ldots ,a_{n})\in X({\bar {k}})} avec les {\displaystyle a_{i}\in K} est appelé un K-point de X ou un
point de X à valeurs dans K (noter cependant que ce n'est pas vraiment un point de X). L'ensemble de ces points est noté {\displaystyle X(K)}. Lorsque {\displaystyle K=k}, on retrouve la notion de points rationnels.
Si {\displaystyle K/k} est galoisienne de groupe de Galois G, alors G opère sur {\displaystyle X(K)} coordonnée par coordonnée. L'ensemble des orbites {\displaystyle G\ X(K)} s'identifie à l'ensemble des points x de X de corps résiduel {\displaystyle k(x)\subseteq K}.

## Sur la terminologie
La définition du terme variété algébrique varie suivant les auteurs. Celui présenté est le plus large possible. Traditionnellement, il désigne une variété algébrique intègre quasi-projective (c'est-à-dire plongée dans un produit d'espaces projectifs) sur un corps algébriquement clos. Plus tard, André Weil a introduit, dans son livre Foundations of algebraic geometry, les variétés algébriques abstraites (non plongées) dans le but de construire algébriquement des jacobiennes des courbes algébriques. Puis les variétés algébriques réduites (c'est-à-dire que les anneaux de fonctions régulières sont réduits) mais non-nécessairement irréductibles ont été admises. On note qu'un ensemble aussi simple que la réunion de deux droites distinctes dans le plan affine n'est pas irréductible, mais est tout à fait digne d'intérêt. Les variétés avec des nilpotents sont apparues avec la nécessité de considérer les nombres duaux (dans la théorie de la déformation par exemple). Enfin, pour les besoins de la théorie des nombres, on a admis des corps de base non-nécessairement algébriquement clos, par exemple des corps finis, sur lesquels ont été énoncées les conjectures de Weil. La théorie a culminé avec le langage des schémas d'Alexander Grothendieck, une variété algébrique est alors un schéma de type fini sur un corps. Cependant, les différents usages du terme variété algébrique subsistent toujours.